# Ana y los siete
Ana y los 7 és una sèrie de televisió emesa per Televisió Espanyola entre 2002 i 2005 i que era protagonitzada per Ana Obregón. El 2012, TVE va decidir tornar a emetre la sèrie en substitució del magazín +Gente durant l'estiu per manca de pressupost. Des del 3 de juliol de 2012 és emesa de dilluns a divendres per la tarde abans de la segona edició del Telediario.

## Sinopsi
Ana és una estrípper que accidentalment aconsegueix un treball de mainadera en una mansió luxosa on viu un vidu benestant amb set fills de diferents edats (des d'una universitària a una nena de cinc anys), el seu majordom i la seva cuinera. Durant la sèrie pateix nombroses aventures intentant amagar la seva "doble vida" i acaba enamorant-se del vidu.

## Repartiment
- Ana Obregón, - Ana García
- Roberto Álvarez, - Fernando Hidalgo
- Silvia Marsó, - Alexia Vázquez de Castro
- Isabel Gaudí, - Sharon
- Daniel Freire, - David Hidalgo
- Javivi, - Bruno
- Aurora Sánchez, - Manuela
- Claudia Molina, - Carolina Hidalgo
- Aarón Guerrero, - Fernando "Nando" Hidalgo
- Noelia Ortega, - Amalia Hidalgo
- Nerea García, - Celia Hidalgo
- Alejandro Gallego, - Álex Hidalgo
- Guillermo Gallego, - Guille Hidalgo
- Ruth Rodríguez,- Lucía Hidalgo
- Micky Molina, - Tony
- Juan Antonio Quintana, - Nicolás
- Mònica Randall, - Rosa
- Neus Asensi, - Silvia

## Episodis i audiència
La sèrie va aconseguir un èxit notable en les seves primeres temporades, sent el públic infantil el seu principal valedor, seguit pels membres de la tercera edat. Va aconseguir el seu rècord d'espectadors el dijous 29 de gener de 2003 amb 6.929.00 espectadors, mentre que el rècord de quota de pantalla el va aconseguir el dilluns 14 d'abril de 2003 amb el 39% de share. Va aconseguir ser líder de les nits durant les quals es va emetre, i es va fer una adaptació per a la televisió portuguesa.
Va tocar fons el dilluns 11 d'octubre de 2004, amb 4.112.000 espectadors, sent el seu pitjor resultat de totes les temporades, i malgrat això es mantenia com una de les sèries més vistes de la setmana. Al maig de 2005 es va anunciar que la sèrie s'interrompria per desavinences entre la productora i la protagonista i creadora de la sèrie.
| Temporada | Temporada | Episodis | Capítols | Estrena                | Final                  | Audiència mitjana | Audiència mitjana |
| Temporada | Temporada | Episodis | Capítols | Estrena                | Final                  | Espectadors       | Quota             |
| --------- | --------- | -------- | -------- | ---------------------- | ---------------------- | ----------------- | ----------------- |
|           | 1         | 17       | 1-17     | 18 de març de 2002     | 8 de juliol de 2002    | 5 015 000         | 30,5%             |
|           | 2         | 24       | 18-41    | 18 de desembre de 2002 | 9 de juny de 2003      | 6 105 000         | 34,7%             |
|           | 3         | 24       | 42-65    | 17 de desembre de 2003 | 24 de maig de 2004     | 5 966 000         | 31,8%             |
|           | 4         | 13       | 66-78    | 20 de setembre de 2004 | 13 de desembre de 2004 | 4 818 000         | 24,8%             |
|           | 5         | 13       | 79-91    | 28 de febrer de 2005   | 30 de maig de 2005     | 4 759 000         | 25,4%             |
| Total     | Total     | 91       | 1-91     | 2002                   | 2005                   | 5 333 000         | 29,4%             |

### Polèmic final
Després de l'enorme polèmica amb el final de la sèrie, amb judicis entre la productora "Starline" i l'actriu Ana Obregón, TVE va encarregar a la productora quatre capítols més, i la productora va gravar quatre capítols finals en els quals Ana moria. En un judici entre ambdues es va prendre com a mesura cautelar prohibir l'emissió dels capítols fins a resoldre el cas.
Dos anys més tard es va dictar sentència per la qual es permetia l'emissió d'aquests capítols, però en haver passat tant de temps des de l'emissió de l'última temporada, TVE va decidir no treure'ls a la llum. La productora no va rebre compensació del que es va gastar en la seva producció, per la qual cosa la sèrie en versió DVD que no es va arribar a posar a la venda per complet.